# Hentzia pima
Hentzia pima là một loài nhện trong họ Salticidae.
Loài này thuộc chi Hentzia. Hentzia pima được Richman miêu tả năm 1989.